# Long Live King George
Albums de George Jones
Hillbilly Hit Parade
(1958) Country Church Time
(1959)
Long Live King George est un album de l'artiste américain de musique country George Jones. L'album est sorti en 1958 sur le label Starday Records. Ce fut le dernier album de Jones sur ce label. La chanson Tall, Tall Trees, bien qu'elle ne soit pas sortie en single, fut reprise en 1995 par Alan Jackson, dont la version atteint la première place des charts.

## Liste des pistes
| No  | Titre                                       | Auteur                         | Durée |
| --- | ------------------------------------------- | ------------------------------ | ----- |
| 1.  | Nothing Can Stop My Love                    | Roger Miller, George Jones     |       |
| 2.  | No Use to Cry                               | George Jones                   |       |
| 3.  | No No Never                                 | George Jones, Bernard Spurlock |       |
| 4.  | If I Don't Love You (Grits Ain't Groceries) | George Jones, J. P. Richardson |       |
| 5.  | Seasons of My Heart                         | George Jones, Darrell Edwards  |       |
| 6.  | Jesus Wants Me                              | George Jones, Eddie Noack      |       |
| 7.  | You Gotta Be My Baby                        | Jones                          |       |
| 8.  | I Gotta Talk to Your Heart                  | Jones                          |       |
| 9.  | Tall, Tall Trees                            | Miller, Jones                  |       |
| 10. | I'm Ragged But I'm Right                    | Jones                          |       |
| 11. | Why Baby Why                                | Jones, Edwards                 |       |
| 12. | Take the Devil Out of Me                    | Jones                          |       |